# Цвитенко, Прасковья Семёновна
Прасковья Семёновна Цвитенко (1 июля 1916 — 17 октября 2005) — свинарка колхоза «40 лет Октября» Нижнедуванского района Ворошиловградской области.

## Биография
Родилась 1 июля 1916 года в Сватовском районе Луганской области, Украина. Трудовую деятельность начала в 13 лет. Работала пастухом, прицепщиком возле тракторов, рабочей на животноводческой ферме. С 1930 года работала в местном колхозе имени Шевченко в селе Преображенном на рядовых работах. Семь лет проработала в совхозе Учебный Сватовского района.
В начале Великой Отечественной войны П. С. Цвитенко принимала участие в строительстве оборонных сооружений. После освобождения района в 1943 году П. С. Цвитенко работала в колхозе имени 40-летия Октября села Преображенное на рядовых работах: убирала хлеб, работала на току, на прополке сельскохозяйственных культур. В 1947 году пошла работать на свиноферму.
В 1955 году она получила по 25, в 1956 году по 31, в 1957 году по 27 поросят на одну свиноматку из закреплённой за нею группы свиноматок. В 1958 году Прасковья Цвитенко получила по 31 поросёнку на каждую свиноматку.
Указом Президиума Верховного Совета СССР от 26 февраля 1958 года за особые заслуги в развитии сельского хозяйства и достижение высоких показателей по производству зерна, сахарной свеклы, молока, мяса и другой продукции сельского хозяйства и внедрение в производство достижений науки и передового опыта Цвитенко Прасковье Семёновне присвоено звание Героя Социалистического Труда с вручением ордена Ленина и золотой медали «Серп и молот».
В 1970 году ушла на пенсию. Умерла в 2005 году.